# 타마나 바티아
타만나 바티아(발음; 영어: Tamanna Bhatia; 1989년 12월 21일)는 인도의 여배우.

## 출연 작품
- 바후발리: 더 비기닝 - 아반티카 역
- 바후발리 2: 더 컨클루전
- 스케치(영어판)